# Andreas Hohlfeld
Andreas Hohlfeld (* 24. Juni 1906 in Straßburg; † 14. April 1945 im Unterharz) war ein deutscher nationalsozialistischer Pädagoge.

## Leben

### Ausbildung
Hohlfeld stammte aus einer elsässischen Bauernfamilie und wuchs in armen Verhältnissen auf. Die Volksschule besuchte er in Dunzenheim. Im Oktober 1919 wurde seine Familie nach dem Versailler Vertrag aus dem Elsass vertrieben. Seit dem 14. Lebensjahr war er Mitglied im „Völkischer Bund“, einer antisemitischen „Wandervogel“-Gruppierung; ferner im Verein für das Deutschtum im Ausland (V.D.A.) seit 1921. Zum 1. Mai 1932 trat er der NSDAP bei (Mitgliedsnummer 1.123.563).
Hohlfeld studierte Geschichte, Geographie und Germanistik an der Universität Leipzig, u. a. bei Theodor Litt, und an der Universität Marburg. Dort promovierte er bei Wilhelm Mommsen und war im Institut für Grenz- und Auslandsdeutschtum bei Johann Wilhelm Mannhardt in Marburg tätig. 1932 folgte die Prüfung für das höhere Lehramt. 1932–1933 war Hohlfeld Studienreferendar an der Odenwald-Schule, dem von Paul Geheeb begründeten Landerziehungsheim, dem er eine sozialistische Haltung vorwarf. Die nächste Station war 1933 die völkisch orientierte Schulsiedlung „Hellaufschule“ unter Friedrich Schöll auf dem „Vogelhof (Erbstetten (Ehingen))“ bei Hayingen.
Andreas Hohlfeld war seit 1933 verheiratet mit der Anglistin und Reformpädagogin Ingeborg Badenhausen, der älteren Schwester des Theaterwissenschaftlers Rolf Badenhausen.

### Karriere in der Zeit des Nationalsozialismus
Im Sommersemester 1933 wurde er Assistent von Ernst Krieck an der Hochschule für Lehrerbildung Frankfurt a. M. und noch 1933 dort Studienrat. Im Juni 1934 wurde er zum ordentlichen Mitglied der Historischen Kommission für Westfalen berufen. Mit 28 Jahren 1934 wurde er zunächst kommissarisch zum Professor für Politische Pädagogik und Geschichtliche Bildung an der HfL Dortmund ernannt. Im Jahre 1936 wurde er nach Karlsruhe versetzt und zum kommissarischen Direktor der Badischen Hochschule für Lehrerbildung für den Gau Baden ernannt. Mit 130 Anfängern begann die Arbeit feierlich am 11. November 1936. Hauptaufgabe war die Ausbildung von Volksschullehrern. Hohlfeld war an einer politischen Ausrichtung der Hochschule interessiert: „(…) Eine junge auserlesene Mannschaft, die zu einer wirklichen Gemeinschaftsarbeit auf der nationalsozialistischen Weltanschauungsgrundlage zusammengeführt werden kann, und die imstande ist, mit und an ihrer Aufgabe zu wachsen und mit ihrem eigenen Wachstum erst die junge Hochschule zu ihrer Vollendung emporzuführen“. Hohlfelds „Mannschaft“ sah so aus: Die erste Gruppe bildeten Hochschuldozenten mit akademischen Graden (Promotion oder auch Habilitation); die zweite Gruppe Gymnasiallehrer; die dritte Gruppe profilierte Volksschullehrer, sogenannte „Methodiker“, die auch über eine wissenschaftliche Eignung verfügten.
1939 wurde die HfL Karlsruhe aus dem „Grenz- und Aufmarschgebiet am Rhein“ für zwei Semester nach Darmstadt ausgelagert. Alle Junglehrerinnen wurden 1940 ins gerade besetzte Elsass abgeordnet. Die HfL Karlsruhe wurde zum 1. April 1942 aufgelöst und durch die Lehrerbildungsanstalt Karlsruhe ersetzt. Hohlfeld publizierte 1941 in Straßburg eine Textsammlung unter dem Titel „Auseinandersetzung mit dem Westen“: „So sollen sie heute den gewaltigen Erziehungsprozess nacherleben, den das deutsche Volk seit 1919, ein Teil des deutschen Volkes auch erst nach 1933 durch das Erziehungswerk unseres Führers miterlebt hat.“
Im Herbst 1939 meldete sich das SS-Mitglied (seit 1936) Hohlfeld zum Fronteinsatz; als Mitglied des SD und Obersturmführer wurde er Referent („Sachverständiger für Westfragen“) beim Befehlshaber der Sicherheitspolizei und des SD (Sicherheitsdienst des Reichsführers SS) im Elsass. Die Leitung dieser Behörde mit Sitz Straßburg lag bei Gustav Adolf Scheel. Hohlfeld war mit der Absiedlung und Ausweisung von Elsässern befasst.
Mit Rückkehr nach Karlsruhe koordinierte er als Leiter der HfL die „Umschulung“ am Standort Karlsruhe. Zwischen 1940 und 1942 fanden an der HfL drei Sonderlehrgänge für Lehrkräfte aus dem Elsass statt. An der HfL und in den Veranstaltungen durfte kein Wort Französisch gesprochen werden. Die Hauptverantwortung für den Deutsch-Unterricht lag bei dem Karlsruher Germanisten und Gymnasial-Professor Karl Friedrich Probst, der durch seine sprachdidaktischen Unterrichtswerke bekannt war. Sprecherziehung erhielten die elsässischen Junglehrer durch Schauspieler des Badischen Staatstheaters.
Ab 1942 erfolgte die Lehrerbildung für den badischen Bereich in der Lehrerbildungsanstalt Karlsruhe und den Lehrerinnenbildungsanstalten Heidelberg, Lahr, Bad Peterstal/Kurhaus Bad Freyersbach sowie Sinsheim/Elsenz; daneben wurden drei ebenfalls nach Geschlechtern getrennte Lehrerbildungsanstalten für das Elsass errichtet, die allerdings bis zur Schaffung geeigneter Baulichkeiten an badischen Standorten angesiedelt waren: die Lehrerbildungsanstalt Straßburg in Bad Rippoldsau; die Lehrerbildungsanstalt Colmar in Bad Peterstal; die Lehrerinnenbildungsanstalt Schlettstadt wurde Teil des Gebäudekomplexes „Hotel Victoria“ in Heidelberg. Die LBA Karlsruhe in der Bismarckstraße 10 wurde beim Luftangriff auf die Stadt am 7. November 1944 ausgebombt.
Seit 1941 war Hohlfeld Lehrbeauftragter für Neuere Geschichte an der damals begründeten Reichsuniversität Straßburg und Soldat an der Westfront als Soldat ohne Sonderaufgabe. Zum 1. November 1944 wurde er in Straßburg zum ordentlichen Professor für Pädagogik ernannt.
Andreas Hohlfeld fiel am 14. April 1945 beim Volkssturm-Einsatz im Unterharz.

## Schriften
- Das Frankfurter Parlament und sein Kampf um das deutsche Heer, Berlin 1932
- Auseinandersetzung mit dem Westen, Straßburg 1942

## Einzelbelege
1. ↑  Bundesarchiv R 9361-VIII KARTEI/12060267
2. ↑  CHRISTINA KIRSCH: Harte Arbeit und Nudismus einst am Vogelhof. Der Vogelhof bei Erbstetten war in den 1920er Jahren eine Landkommune, in der eine Gruppe von Aussteigern die Natur suchte und ein karges Leben fand. Franz Romer berichtete über diese Bewegung. In: SWP. 17. August 2015, archiviert vom Original (nicht mehr online verfügbar) am 16. August 2017; abgerufen am 7. Juni 2023.
3. ↑  Elija Horn: Indien als Erzieher. Orientalismus in der deutschen Reformpädagogik und Jugendbewegung 1918–1933. J. Klinkhardt, Bad Heilbrunn 2018, ISBN 978-3-7815-2232-9, S. 238 f., doi:10.35468/9783781556379 (utb.de).

| Personendaten    | Personendaten                              |
| ---------------- | ------------------------------------------ |
| NAME             | Hohlfeld, Andreas                          |
| KURZBESCHREIBUNG | deutscher nationalsozialistischer Pädagoge |
| GEBURTSDATUM     | 24. Juni 1906                              |
| GEBURTSORT       | Straßburg                                  |
| STERBEDATUM      | 14. April 1945                             |
| STERBEORT        | Unterharz                                  |